# Charadrahyla taeniopus
Charadrahyla taeniopus är en groddjursart som först beskrevs av Günther 1901.  Charadrahyla taeniopus ingår i släktet Charadrahyla och familjen lövgrodor. IUCN kategoriserar arten globalt som sårbar. Inga underarter finns listade i Catalogue of Life.